# Testamento de Salomão
O Testamento de Salomão é um antigo manuscrito pseudepigráfico, atribuído ao Rei Salomão, mas não é considerado uma escritura canônica por judeus ou grupos cristãos. Foi escrito em grego, com base em precedentes que datam do início do primeiro milênio a.C., mas provavelmente não foi concluído em nenhum  sentido textual até algum momento do período medieval. Em suas recensões mais notáveis, o texto descreve como Salomão foi capaz de construir o Templo de Deus comandando demônios por meio de um anel mágico que lhe foi confiado pelo Arcanjo Miguel.